# Hicksville (Nova York)
Hicksville és una concentració de població designada pel cens dels Estats Units a l'estat de Nova York. Segons el cens del 2000 tenia 41.260 habitants.

## Demografia
Segons el cens del 2000, Hicksville tenia 41.260 habitants, 13.710 habitatges, i 10.844 famílies. La densitat de població era de 2.339,3 habitants per km².
Dels 13.710 habitatges en un 33,2% hi vivien nens de menys de 18 anys, en un 64,5% hi vivien parelles casades, en un 10,7% dones solteres, i en un 20,9% no eren unitats familiars. En el 16,9% dels habitatges hi vivien persones soles el 9,3% de les quals corresponia a persones de 65 anys o més que vivien soles. El nombre mitjà de persones vivint en cada habitatge era de 3 i el nombre mitjà de persones que vivien en cada família era de 3,36.
Per edats la població es repartia de la següent manera: un 22,5% tenia menys de 18 anys, un 7,5% entre 18 i 24, un 30,6% entre 25 i 44, un 23,3% de 45 a 60 i un 16,1% 65 anys o més.
L'edat mediana era de 39 anys. Per cada 100 dones de 18 o més anys hi havia 93 homes.
La renda mediana per habitatge era de 97.703 $ i la renda mediana per família de 102.505 $. Els homes tenien una renda mediana de 50.126 $ mentre que les dones 36.278 $. La renda per capita de la població era de 26.741 $. Entorn del 2,4% de les famílies i el 3,7% de la població estaven per davall del llindar de pobresa.